# Maoism
Maoismul reprezintă o formă a comunismului care a preluat numele după liderul Partidului Comunist din China, Mao Zedong. Diferența principală față de comunismul din alte țări, ale așa-zisului bloc comunist, a reprezentat-o concepția maoistă despre "burghezia roșie", care apare chiar în interiorul Partidului Comunist și trebuie combătută pentru a preveni reîntoarcerea la capitalism.

## Revoluția culturală
Revoluția culturală a fost o astfel de încercare de a lichida burghezia roșie, în special prin mobilizarea tineretului în asa-numitele "Gărzi Roșii". 
Se dorea ca ideologia comunistă să domine toate planurile vieții din China.
Mao Zedong acordă o mare atenție țărănimii ca forță revoluționară, considerând că în anumite situații rolul țăranilor săraci și al proletarilor agricoli e mai important decât al muncitorilor de la orașe. Constituirea de baze revoluționare în mediul rural și folosirea lor pentru a realiza "încercuirea orașului de către sat" în vederea cuceririi puterii constituie o trăsătură importantă a tacticii maoiste în timpul războaielor cu Gomindanul din anii 1930 și din 1945-1949.